# Notogomphus praetorius
Notogomphus praetorius é uma espécie de libelinha da família Gomphidae.
Pode ser encontrada nos seguintes países: Angola, República do Congo, República Democrática do Congo, Malawi, Moçambique, Namíbia, África do Sul, Zâmbia e Zimbabwe.
Os seus habitats naturais são: florestas subtropicais ou tropicais húmidas de baixa altitude, savanas áridas, savanas húmidas, matagal árido tropical ou subtropical, matagal húmido tropical ou subtropical e rios.